# Muzeum Królewskich Regalii Brunei
Muzeum Królewskich Regalii Brunei (malajski Muzium Alat Kebesaran Diraja) – muzeum w stolicy Brunei, Bandar Seri Begawan, w którego zbiorach prezentowane są regalia oraz inne przedmioty związane z oficjalnymi ceremoniami, w których bierze udział Sułtan Brunei.

## Zbiory
Na pierwszym piętrze ekspozycja muzeum jest poświęcona ceremonii koronacji sułtana, łącznie z pozłacana karocą królewską, czy tongkat aja, złota ręka wykorzystywana do podtrzymywania głowy sułtana podczas koronacji. Z kolei w antresolii eksponowane są wybrane prezenty otrzymane przez sułtana od innych koronowanych głów lub przywódców innych państw.

## Galeria

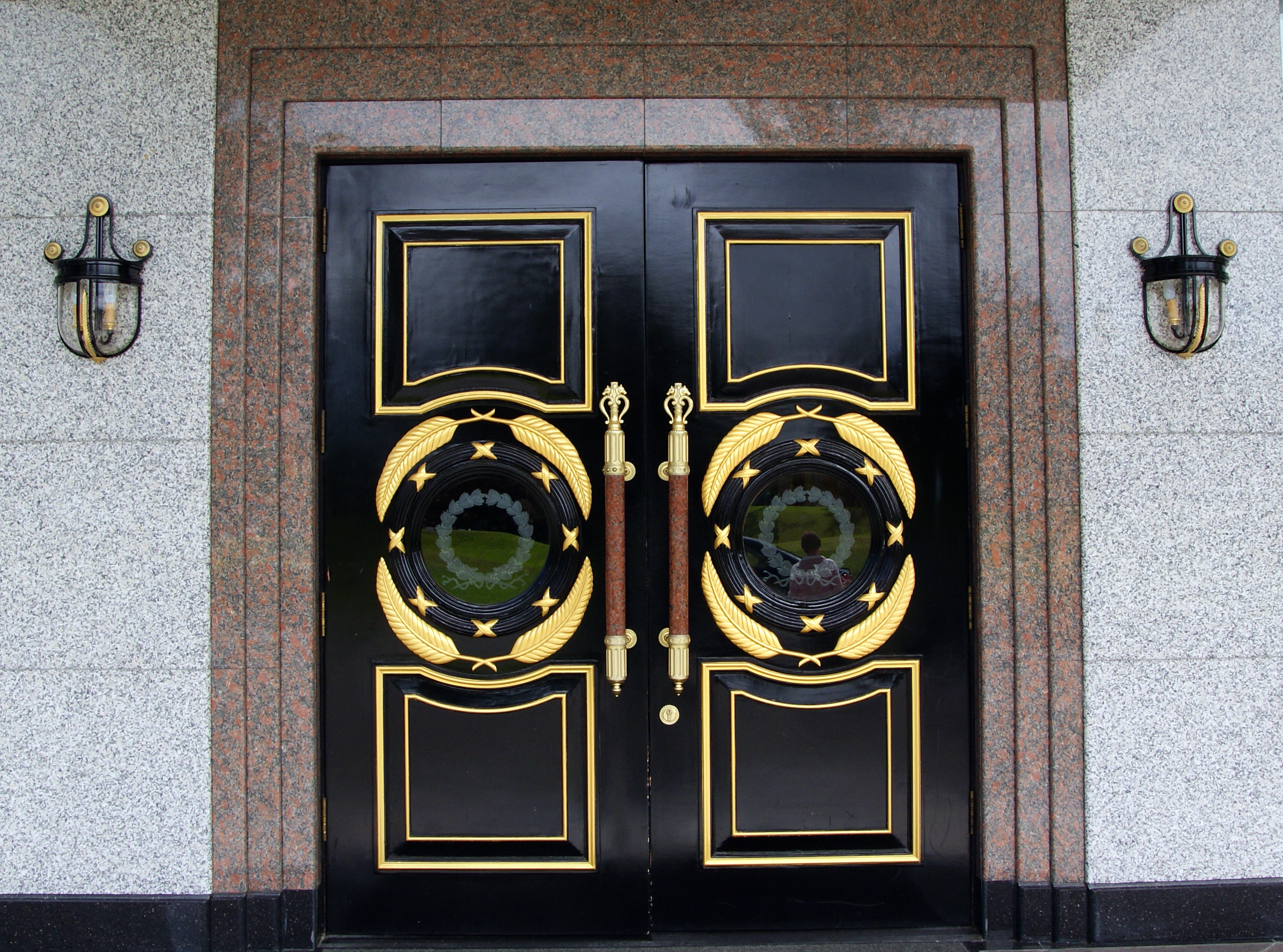
Drzwi wejściowe do muzeum
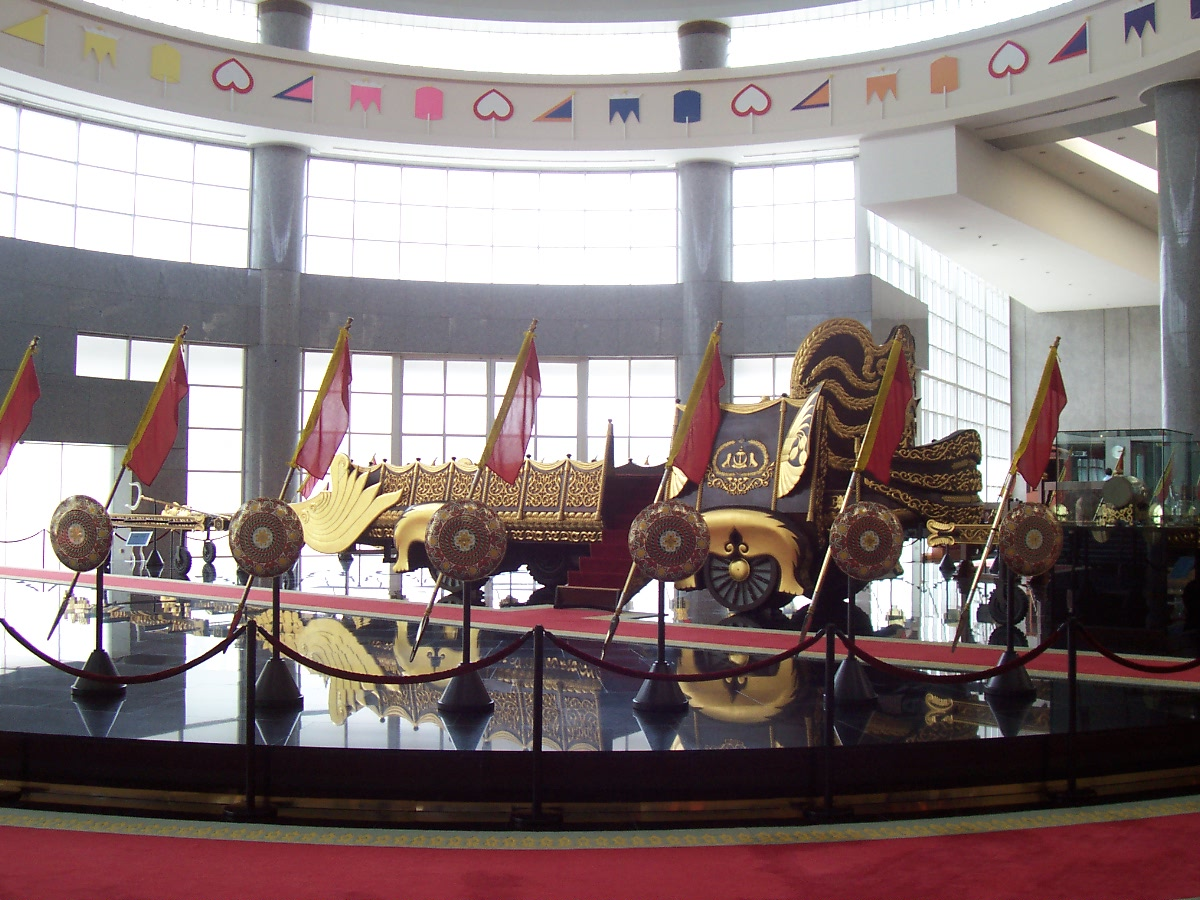
Karoca królewska używana podczas procesji koronacyjnej
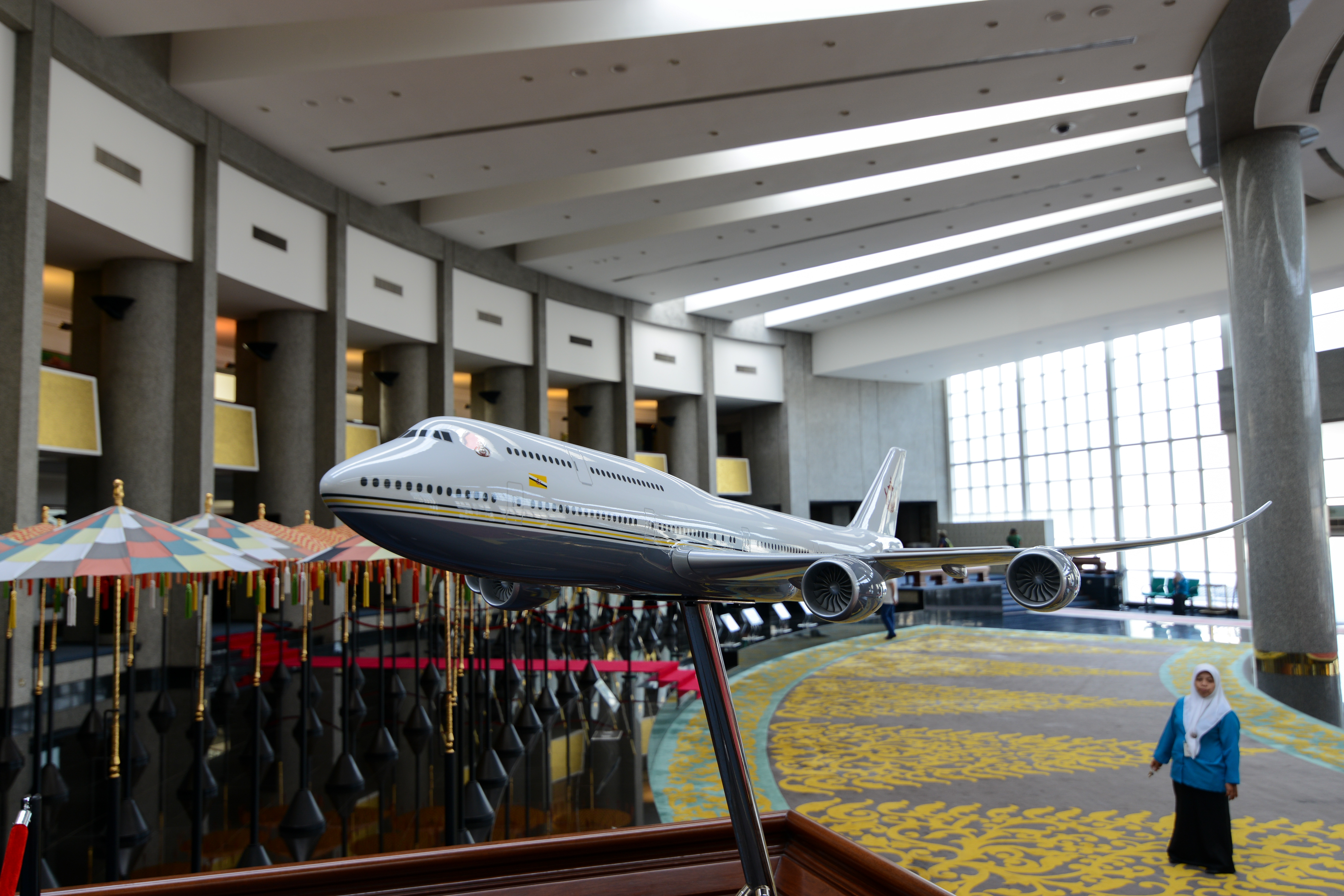
Model samolotu którym podróżuje sułtan